# Echelon (варез)

Echelon ASCII art логотип, сделанный Rotox of ART.

Echelon — варезная группа, специализирующаяся на нелегальном выпуске и распространении ISO-образов игр для таких игровых приставок (консолей), как Sega Dreamcast и Sony PlayStation 2.
В период между 4 сентября 2000 года и 30 апреля 2002 года Dreamcast-подразделение Echelon’а выпустило 188 игр и 34 других различных вспомогательных материалов и программ — исправлений, учебных пособий, трейнеров и загрузчиков.
В январе 2001 года Sega объявила о прекращении поддержки Dreamcast до конца текущего года. Это прекращало работу Sega в области консолей. Среди главных причин прекращения работы часто называют большой объём неавторизованных копий игр (хотя истинность этого заявления может быть оспорена) — в отличие от других консолей, таких как PlayStation 2, неавторизованные модификации на Dreamcast имели возможность «самозагрузки», как и легально приобретённые копии. Echelon были ответственны за выпуск множества неавторизованных копий игр для консоли Dreamcast. Такая возможность пиратства вместе с бумом использования широкополосного интернета для загрузки образов игр сделала DC одной из самых простых систем для неавторизованного использования игр.
19 декабря 2001 года Echelon выпустили Final Fantasy X как первый из их нескольких сотен релизов игр на PlayStation 2. К 2007 году Echelon продолжают выпускать релизы игр для платформы PS2.
С 2004 года Echelon были названы целью операции Fastlink, организованной отделом по борьбе с компьютерными преступлениями и защите интеллектуальной собственности Министерства Юстиции Соединённых Штатов Америки.